# 포르노 영화

포르노 영화(영어: Pornographic film)는 관람자를 각성시키거나, 매혹시키거나, 만족시키기 위해 성적으로 노골적인 주제를 표현하는 영화이다. 포르노그래피 영화는 성적 환상을 표현하며, 일반적으로 나체 또는 페티시(소프트코어)와 성관계(하드코어)와 같은 에로틱하게 자극적인 내용을 포함한다. "에로틱" 영화와 "포르노그래피" 영화는 후자 카테고리가 더 노골적인 성애를 포함하고, 스토리텔링보다는 각성에 더 초점을 맞춘다는 점에서 구별되기도 하지만, 이러한 구별은 매우 주관적이다.
포르노 영화는 수요와 사용 가능한 기술에 따라 다양한 미디어로 제작 및 배포되며, 여기에는 다양한 형식의 전통적인 필름 스톡 푸티지, 가정용 비디오, DVD, 모바일 기기, 인터넷 포르노 인터넷 다운로드, 케이블 TV 및 기타 미디어가 포함된다. 포르노는 종종 DVD로 판매되거나 대여되며, 인터넷 스트리밍, 전문 채널 및 케이블 및 위성 페이퍼뷰를 통해 상영되며, 빠르게 사라지고 있는 성인 극장에서 시청된다. 방송이나 인쇄물 검열 위원회, 일반 대중의 의견, 공연음란죄 법률 또는 종교 압력 단체로 인해 지나치게 성적인 내용은 일반적으로 주류 미디어나 무료 방송 텔레비전에서는 허용되지 않는다.
음란한 내용의 영화는 1880년대 영화의 발명 이후부터 제작되었다. 이러한 영화의 제작은 수익성이 있었고, 많은 제작자들이 그 제작에 전문화되었다. 사회의 다양한 집단은 그러한 묘사를 부도덕하다고 여겨 "포르노그래피"로 낙인찍고, 음란죄 법률에 따라 이를 억압하려고 시도했지만 성공은 다양했다. 그러한 영화는 계속 제작되었고, 처음에는 지하 채널을 통해서만 배포될 수 있었다. 그러한 영화를 시청하는 것이 사회적 낙인을 동반했기 때문에, 이들은 매춘소, 성인 영화관, 총각 파티, 가정, 개인 클럽 및 야간 영화관에서 시청되었다.
1970년대 포르노의 황금기 동안, 포르노 영화는 어느 정도 합법화되어, 그러한 작품에 출연한 것으로 알려지지 않은 배우들도 출연진에 포함되기도 했다(비록 노골적인 장면에 참여하는 경우는 드물었지만). 1980년대에 이르러서는 가정용 비디오로 포르노가 더 넓게 배포되었다. 1990년대 후반과 2000년대 초반의 인터넷 등장은 포르노 영화의 배포 방식을 변화시켰고, 전 세계의 검열 제도와 "음란물"에 대한 법적 기소를 복잡하게 만들었다.

## 분류
포르노 영화는 일반적으로 소프트코어 또는 하드코어로 분류된다. 일반적으로 소프트코어 포르노그래피는 노골적인 성적 활동, 성적 삽입 또는 극단적인 페티시즘을 묘사하지 않는 포르노그래피이다. 이는 일반적으로 성적으로 암시적인 상황에서의 나체 또는 부분 나체를 포함한다. 하드코어 포르노그래피는 삽입 또는 극단적인 페티시 행위를 묘사하거나 둘 다를 묘사하는 포르노그래피이다. 이는 노골적인 성적 활동과 시각적인 삽입을 포함한다. 포르노 작품은 하드코어 내용이 조금이라도 있으면 하드코어로 분류된다.
포르노 영화는 일반적으로 영화와 배우들이 창조하려는 근본적인 테마나 성적 환상을 설명하는 서브 장르로 분류된다. 서브 장르는 또한 출연자들의 특성이나 집중하는 성적 활동의 유형으로 분류될 수 있으며, 반드시 각 서브 장르가 어필하는 시장에 따라 분류되는 것은 아니다. 서브 장르들은 일반적으로 특정 관습에 따르며, 각각 특정 관객에게 어필할 수 있다.

## 역사

### 초기: 1920년 이전

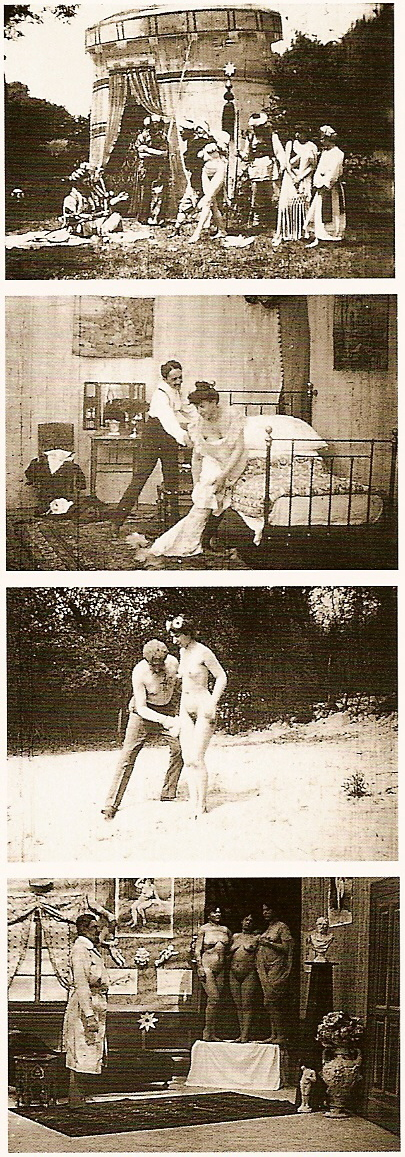
초기 오스트리아 에로틱 영화(약 1906년, 첫 이미지는 Am Sklavenmarkt를 보여줌)의 이미지. 사진작가 요한 슈바르처와 그의 새턴 필름사에서 제작.

에로틱 영화의 제작은 영화 발명 직후 거의 즉시 시작되었다. 초기 개척자 중 두 명은 프랑스인 외젠 피루와 알베르 키르히너였다. 키르히너는 "레아르"라는 이름으로 피루를 위해 가장 오래된 현존하는 에로틱 영화를 연출했다. 1896년의 7분짜리 영화 Le Coucher de la Mariée에는 Louise Willy가 욕실 스트립쇼를 하는 장면이 나온다. 다른 프랑스 영화 제작자들도 여성의 옷을 벗는 장면을 보여주는 이러한 위험한 영화에서 수익을 얻을 수 있다고 생각했다.
1896년에도 Fatima's Coochie-Coochie dance는 엉덩이를 흔드는 벨리 댄서 파티마를 특징으로 하는 짧은 니켈로디언 키네토스코프/영화로 공개되었다. 그녀의 흔들리는 움직이는 골반은 검열되었는데, 이는 가장 초기 검열된 영화 중 하나이다. 당시에는 이국적인 댄서들을 특징으로 하는 많은 위험한 영화들이 있었다. 같은 해, 메이 어윈의 키스는 영화에서 첫 키스를 담았다. 47초짜리 필름 루프로, 껴안는 커플의 클로즈업과 짧은 입맞춤("키스의 신비가 드러나다")이 이어진다. 키스 장면은 초기 영화 관람객들에게 충격적이고 음란하다고 비난받았고, 당시 공개적인 키스는 기소로 이어질 수 있었기 때문에 로마 가톨릭 교회는 검열과 도덕 개혁을 요구했다. 아마도 이러한 반항과 "영화에 흥미를 더하기 위해" 많은 키스 모방작들이 뒤따랐는데, 여기에는 터널 속의 키스 (1899년)와 키스 (1900년)가 포함된다. 타블로 비방 스타일은 짧은 영화 Birth of The Pearl (1901)에서 사용되었는데, 이름 없는 긴 머리 젊은 모델이 살색 보디스타킹을 입고 정면으로 포즈를 취하고 여성의 몸을 도발적으로 보여준다. 이 포즈는 보티첼리의 비너스의 탄생 스타일이다.
오스트리아에서는 영화관이 성인 영화를 상영하는 남성 전용의 밤(독일어: Herrenabende)을 조직했다. 요한 슈바르처는 자신의 새턴 필름 프로덕션 회사를 설립하여 1906년부터 1911년까지 52편의 에로틱 작품을 제작했는데, 각 작품에는 젊은 현지 여성들이 완전히 나체로 출연하여 해당 상영회에서 상영되었다. 슈바르처의 작품 이전에 에로틱 영화는 프랑스 제작 출처의 파테 형제에 의해 제공되었다. 1911년, 새턴은 검열 당국에 의해 해산되었고, 그들이 찾을 수 있는 모든 필름을 파괴했지만, 일부는 이후 개인 소장품에서 다시 나타났다. 1910년대에는 여성 나체를 특징으로 하는 많은 미국 영화들이 있었다.
20세기 초, 아르헨티나는 세계 최초의 포르노 영화 생산 중심지였을 수 있다. 포르노 영화는 프랑스에서 영화 매체와 거의 동시에 탄생했지만, 이러한 영화들이 은밀하게 제작되어 스태그 필름 또는 흡연자 영화로 알려진 부에노스아이레스에서 자본화되었다. 1905년경, 파테와 고몽은 프랑스 정부의 검열을 피하기 위해 포르노 제작을 아르헨티나로 옮겼다. 이 영화들은 지역이나 대중 소비를 위한 것이 아니라, "유럽 부유층의 즐거움을 위한 정교한 오락"이었다. 언더그라운드 시네마의 기원에 대해 아서 나이트와 홀리스 앨퍼트는 하드코어 영화가 아르헨티나에서 개인 구매자에게, 주로 프랑스와 영국뿐만 아니라 러시아와 발칸 반도와 같은 더 먼 곳으로 배로 운송되었다고 설명한다. 흑백과 블루 (2008)에서, 은밀한 '스태그 필름' 거래의 기원을 문서화하려는 가장 학문적인 시도 중 하나인 데이브 톰슨은 그러한 산업이 20세기 전환기에 부에노스아이레스와 다른 남아메리카 도시의 매춘굴에서 처음 생겨났고, 그 후 몇 년 동안 중앙 유럽 전역으로 빠르게 확산되었다는 풍부한 증거를 언급한다. 유진 오닐의 전기에서, 루이스 셰이퍼는 극작가 오닐이 1900년대에 부에노스아이레스로 여행을 갔고 바라카스 지역의 포르노 영화관을 자주 방문했다고 회고한다. 아르헨티나 영화 엘 사르토리오 (El Satario로도 알려짐)는 아마도 가장 오래된 것으로 알려진 포르노 영화이며, 여러 저자들이 지지하는 이론이다. 1907년에서 1912년 사이에 킬메스 또는 로사리오 강변에서 촬영된 이 영화는 여섯 명의 나체 님프가 사티로스 또는 파우누스에게 놀라 붙잡히고, 그중 한 명과 69 체위를 포함한 다양한 체위로 성관계를 갖는 장면을 묘사한다. 엘 사르토리오는 현재 세계에서 가장 큰 스태그 필름 컬렉션인 킨제이 연구소 영화 아카이브에 소장되어 있다.
피루는 포르노 영화 제작자로서 거의 알려지지 않았기 때문에, 다른 영화들이 첫 포르노 영화로 종종 언급된다. 패트릭 로버트슨의 『필름 팩트』에 따르면, "확실히 연대를 알 수 있는 가장 오래된 포르노 동영상은 1908년 프랑스에서 만들어진 A L'Ecu d'Or ou la bonne auberge"이다. 줄거리는 여관에서 하녀와 밀회를 즐기는 지친 군인을 묘사한다. 그는 또한 "가장 오래 살아남은 포르노 영화는 미국의 킨제이 컬렉션에 포함되어 있다. 한 영화는 초기 포르노 관습이 어떻게 확립되었는지 보여준다. 독일 영화 Am Abend (1910)은 침실에서 혼자 자위하는 여성으로 시작하여 남성과 정상위, 펠라티오, 페니스 항문 삽입 장면으로 진행되는 10분짜리 영화이다."

### 1920년대-1940년대 억압
포르노 영화는 1920년대 무성 영화 시대에 널리 퍼져 있었고, 종종 매춘소에서 상영되었다. 곧 불법이 된 스태그 필름, 또는 '블루 필름'이라고 불리던 이 영화들은 1940년대부터 오랫동안 아마추어들에 의해 지하에서 제작되었다. 필름을 처리하는 데 상당한 시간과 자원이 소요되었고, 사람들은 현상 시설(종종 조직 범죄와 연관되어 있었다)을 이용할 수 없을 때 욕조를 사용하여 필름을 씻었다. 그 후 영화는 개인적으로 또는 순회 판매원을 통해 유통되었지만, 이를 보거나 소지한 사람은 누구든 징역형을 선고받을 위험이 있었다.

### 1950년대: 홈 무비
전후 시대에는 특히 8mm 및 슈퍼 8 필름 규격의 도입으로 대중 시장과 아마추어 영화 제작의 성장을 더욱 자극하는 기술 발전이 이루어졌으며, 이는 홈 무비 시장에서 인기를 끌었다.
이러한 수요를 충족시키기 위해 기업가들이 등장했다. 영국에서는 1950년대에 해리슨 막스가 오늘날 "소프트 코어"로 묘사될 수 있는, 당시에는 위험한 것으로 간주되었던 영화를 제작했다. 1958년에 막스는 자신의 잡지의 파생물로, 모델들이 옷을 벗고 상의를 탈의한 채 포즈를 취하는 8mm 시장용 단편 영화를 만들기 시작했는데, 이는 "글래머 홈 무비"로 대중적으로 알려졌다. 막스에게 "글래머"라는 용어는 누드 모델/사진에 대한 완곡어법이었다.

### 1960년대: 유럽과 미국
1961년부터 라세 브라운은 초기에 아버지의 외교 특권을 이용하여 배포되었던 고품질 컬러 제작의 선구자였다. 브라운은 소위 루프(loop)라고 불리는 10분짜리 하드코어 영화를 루벤 스터먼에게 팔아 상당한 수익을 얻었고, 스터먼은 이를 60,000개의 미국 요지경 부스에 배포하여 호화로운 제작 자금을 모을 수 있었다. 브라운은 항상 이동하며 스페인, 프랑스, 스웨덴, 덴마크, 네덜란드를 포함한 여러 나라에서 하드코어 영화를 만들었다.
1960년 12월, 미국 여성 감독 도리스 위시먼은 선샤인 은신처 (1960), 달 위의 누드 (1961), 누드주의자 일기 (1961)를 포함한 여덟 편의 포르노 영화, 즉 성행위 장면이 없는 누드주의 영화를 제작하기 시작했다. 그녀는 또한 일련의 섹스플로이테이션 영화를 제작했다.
1960년대에는 성적 묘사에 대한 사회적, 사법적 태도가 변하기 시작했다. 예를 들어, 스웨덴 영화 나는 노란색 궁금해 (1967)에는 수많은 노골적인 누드 장면과 모의 성교가 포함되었다. 특히 논란이 된 한 장면에서는 레나가 연인의 발기하지 않은 성기에 키스한다. 이 영화는 주류 영화관에서 상영되었으나, 1969년에는 포르노그래피라는 이유로 매사추세츠주에서 상영이 금지되었다. 이 금지 조치는 법정에서 이의가 제기되었고, 미국 연방 대법원은 결국 이 영화가 외설적이지 않다고 선언하여 다른 성적으로 노골적인 영화들의 길을 열었다. 또 다른 스웨덴 영화인 사랑의 언어 (1969)도 성적으로 노골적이었지만, 유사 다큐멘터리 교육 영화로 구성되어 법적 지위가 불확실하고 논란이 많았다.
1969년, 덴마크는 모든 검열법을 폐지한 최초의 국가가 되어 하드코어 포르노그래피를 포함한 포르노그래피를 허용했다. 이 예시는 역시 1969년에 네덜란드에서도 용인되었다. 이들 국가에서는 상업적으로 제작된 포르노그래피가 폭발적으로 증가했으며, 초기에는 아동 포르노 및 수간 포르노도 포함되었다. 이제 포르노그래퍼가 되는 것이 합법화되자, 대량 생산되는 저렴하지만 고품질의 제품을 만들어낼 수 있는 시설과 장비에 투자하는 사업가들이 넘쳐났다. 이 새로운 포르노그래피, 즉 잡지와 영화의 엄청난 양은 유럽의 다른 지역으로 밀수되어 "카운터 밑에서" 판매되거나 (때로는) "회원 전용" 영화 클럽에서 상영되었다.
미국에서는 포르노 영화 제작자들이 1969년 앤디 워홀의 블루 무비 개봉에 이어 미국 성인 영화 협회를 결성하여 검열에 맞서 싸우고 음란죄 혐의로부터 업계를 방어했다. 블루 무비 개봉 직후, 워홀은 맨해튼 이스트빌리지에 있는 포춘 극장을 빌려 1969년 6월 25일부터 8월 5일까지 게이 포르노그래피 영화를 상영했다. 극장은 "앤디 워홀의 극장: 좋아할 소년들"이라 불렸으며 워홀의 동료인 제라드 말랑가가 운영했다. 경찰이 근처의 또 다른 유사 극장을 폐쇄하자, 그들은 체포를 피하기 위해 극장을 폐쇄하기로 결정했다.

### 1970년대: 미국 내 성인 극장 및 영화 부스
1970년대에는 비주류 영화에 대한 사법적 태도가 더욱 관대해졌다. 주류 영화관에서는 소프트코어 영화조차 상영하지 않는 경우가 많았고, 이로 인해 미국과 다른 많은 국가에서 성인 극장이 증가했다. 또한 성인용품점에서는 동전으로 작동하는 "영화 부스"가 확산되어 포르노 "루프" (연속 루프로 배열된 필름에서 영화를 투사했기 때문에 그렇게 불림)를 상영했다.
덴마크는 보르델레 (1972), 침대 옆 영화 (1970–1976), 조디악 영화 (1973–1978)와 같은 비교적 큰 예산의 극장용 장편 섹스 코미디를 제작하기 시작했는데, 이 영화들에는 주류 배우들이 출연했으며 (심지어 몇몇은 자신의 섹스 장면을 직접 연기하기도 했다) 초기 침대 옆 영화를 제외하고는 모두 하드코어 포르노 장면을 포함했지만 일반적으로 "포르노 영화"로 간주되지 않았다. 이 영화들 중 다수는 여전히 덴마크 영화 역사상 가장 많이 본 영화 순위에 올라 있으며 모두 홈 비디오에서 여전히 인기가 많다.
1969년 앤디 워홀의 블루 무비는 노골적인 섹스를 묘사한 최초의 성인 에로틱 영화로 미국에서 광범위한 극장 개봉을 했다. 이 영화는 포르노의 황금기에 중대한 영화였으며, 워홀에 따르면, 블루 무비가 제작된 지 몇 년 후에 개봉된 말론 브란도 주연의 국제적으로 논란이 된 에로틱 드라마 영화 파리에서의 마지막 탱고 제작에 큰 영향을 미쳤다.
미국에서 일반 극장 개봉을 한 줄거리가 있는 최초의 노골적인 포르노 영화는 일반적으로 모나 더 버진 님프 (모나라고도 불림)로 간주되며, 이는 1970년에 빌 오스코가 제작한 59분짜리 장편 영화로, 그는 비교적 높은 예산의 하드코어/소프트코어 (개봉 버전에 따라 다름) 컬트 영화 플레시 고든을 1974년에 만들었고 나중에 1976년에는 X등급 뮤지컬 코미디 영화 이상한 나라의 앨리스 (1976년 영화)를 제작했다.
1971년 영화 모래 속 소년들은 여러 가지 포르노그래피 최초의 기록을 세웠다. 일반적으로 상영된 최초의 게이 포르노 영화였으며, 출연진과 제작진의 화면 크레딧 (대부분 가명이었지만)을 포함한 최초의 영화였고, 주류 영화의 제목을 패러디한 최초의 영화였으며 (이 경우에는 밴드의 소년들), 1969년 영화 블루 무비 이후 뉴욕 타임스의 리뷰를 받은 최초의 영화 중 하나였다. 1970년대의 다른 주목할 만한 미국 하드코어 장편 영화로는 딥 스로트 (영화) (1972), 그린 도어 뒤에서 (1972), 미스 존스의 악마 (1973), 래들리 메츠거의 미스티 베토벤의 개봉 (1976), 데비 더즈 댈러스 (1978)가 있다. 이 영화들은 필름으로 촬영되어 주류 영화관에서 상영되었다. 영국에서는 딥 스로트가 2000년까지 무삭제판으로 승인되지 않았으며 2005년 6월까지는 대중에게 상영되지 않았다.
미국에서 밀러 대 캘리포니아 주는 1973년의 중요한 판례였다. 이 사건은 음란죄는 법적으로 보호되지 않는다고 확정했지만, 음란죄 (불법적인 것)를 외설 (합법적일 수도 있고 아닐 수도 있는 것)과 구별하기 위한 세 가지 시험인 밀러 테스트도 확립했다.

### 1980년대: 새로운 기술과 새로운 법적 사례
1970년대 후반과 1980년대 초반에 가정용 비디오 카세트 레코더의 등장과 함께 포르노 영화 산업은 엄청난 성장을 경험했으며, 트레이시 로즈, 세카 (배우), 크리스티 캐니언, 진저 린, 니나 하틀리와 같은 성인 스타들과 그레고리 다크와 같은 감독들을 탄생시켰다. 1982년까지 대부분의 포르노 영화는 더 저렴하고 편리한 비디오테이프 매체로 촬영되었다. 많은 영화 감독들은 처음에 비디오테이프가 다른 이미지 품질을 생산했기 때문에 이러한 변화에 저항했다. 그러나 곧 변화한 사람들은 산업 수익의 대부분을 거두었다. 소비자들이 새로운 형식을 압도적으로 선호했기 때문이다. 감독들이 필름 촬영을 계속하는 것이 더 이상 수익성 있는 선택이 아니라는 것을 깨달으면서 기술 변화는 빠르고 완벽하게 이루어졌다. 이러한 변화는 영화를 극장에서 사람들의 집으로 옮겨놓았다. 이는 대규모 예산 제작 시대의 종말이자 포르노그래피의 주류화의 시작을 알렸다. 포르노그래피 제작이 이제 저렴해지면서, 곧 본래의 본성으로 돌아가 거의 모든 페티시를 다루도록 확장되었다. 매년 수백 편의 포르노 영화가 제작되는 대신, 다양한 비디오의 섹스 장면만 편집한 것을 포함하여 수천 편이 제작되었다. 이제 사람들은 자신의 집에서 편안하고 사적인 환경에서 포르노그래피를 볼 수 있을 뿐만 아니라, 특정 판타지와 페티시를 충족시킬 수 있는 더 많은 선택지를 찾을 수 있었다.
유사하게, 캠코더는 1980년대에 포르노그래피에 변화를 촉진시켰다. 사람들이 개인적인 용도로든, 더 넓은 배포를 위해든, 자신만의 아마추어 섹스 영화를 만들 수 있게 되었기 때문이다.
1987년 피플 대 프리먼 법적 소송의 데 팍토 결과로 미국에서 하드코어 포르노그래피가 사실상 합법화되었다. 해롤드 프리먼에 대한 기소는 처음에 그러한 영화의 제작을 효과적으로 불법화하기 위한 일련의 법적 소송 중 첫 번째로 계획되었다.

### 1990년대: DVD와 인터넷 시대

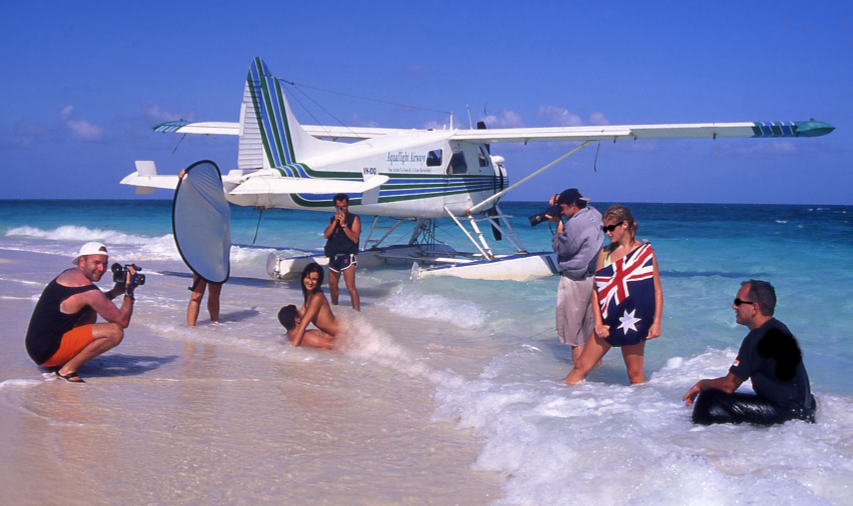
피에르 우드맨의 프로덕션 팀이 1997년 호주의 한 장소에서 배우 자네트 마튼과 필리페 소인이 출연하는 포르노 영화 "도망자"를 촬영하는 모습

1990년대 후반에 포르노 영화는 DVD로 배포되었다. DVD는 이전 비디오 형식인 비디오테이프보다 더 나은 화질과 음질을 제공했으며, 여러 카메라 앵글, 여러 엔딩, 컴퓨터 전용 DVD 콘텐츠와 같은 "대화형" 비디오와 같은 혁신을 가능하게 했다.
인터넷의 도입과 광범위한 보급은 포르노그래피가 배포되는 방식을 더욱 변화시켰다. 이전에는 성인 서점이나 우편 주문을 통해 비디오를 주문했지만, 인터넷을 통해 사람들은 컴퓨터로 포르노 영화를 볼 수 있었고, 주문이 도착하기까지 몇 주를 기다리는 대신 몇 분 (또는 나중에는 몇 초) 내에 영화를 다운로드할 수 있었다.
포르노그래피는 유료 사이트, 비디오 호스팅 서비스, P2P 파일 공유 등 여러 가지 방법으로 인터넷을 통해 배포될 수 있다. 1980년대부터 포르노그래피가 전자적으로 거래되었지만, 1991년 월드 와이드 웹의 발명과 거의 동시에 일반 대중에게 인터넷이 개방되면서 온라인 포르노그래피가 폭발적으로 증가했다.
비브 토마스, 폴 토마스 (포르노 배우), 앤드류 블레이크 (감독), 안토니오 아다모, 로코 시프레디는 1990년대의 저명한 포르노 영화 감독이었다. 1998년 덴마크의 오스카상 후보 지명 영화 제작사 젠트로파는 콘스턴스 (1998년 영화) (1998)를 시작으로 하드코어 포르노 영화를 공개적으로 제작한 세계 최초의 주류 영화 회사가 되었다. 같은 해 젠트로파는 라르스 폰 트리어가 감독한 더 이디엇 (1998)도 제작했는데, 이 영화는 많은 국제상을 수상하고 칸 영화제 황금종려상 후보에 올랐다. 이 영화에는 남성 발기 장면이 포함된 샤워 장면과 클로즈업 삽입 장면이 있는 난교 장면이 포함되어 있다 (카메라 시점은 참가자들의 발목에서부터 시작되며, 클로즈업은 어떤 일이 벌어지는지 의심의 여지를 남기지 않는다). 더 이디엇은 카트린 브레야의 로맨스 (1999년 영화)와 같이 노골적인 성적 이미지를 특징으로 하는 국제 주류 예술 영화의 물결을 시작했으며, 이 영화에는 포르노 스타 로코 시프레디가 출연했다.
1999년 덴마크 TV 채널 카날 코펜하겐은 밤에 하드코어 영화를 방송하기 시작했으며, 코펜하겐 지역의 모든 시청자가 암호화되지 않고 자유롭게 시청할 수 있었다 (2009년 현재, 이는 젠트로파가 시작한 회사인 이노센트 픽쳐스의 협조로 여전히 그러하다).
사람들이 자신의 집에서 사적인 환경에서 성인 영화를 볼 수 있게 되자, 극장 중심의 이전 시장의 범위를 훨씬 뛰어넘는 새로운 성인 시장이 발전했다. 인터넷은 포르노에 대한 훨씬 더 큰 시장을 창출하는 촉매제가 되었으며, 이는 전통적인 극장과는 더욱 거리가 먼 시장이다.
2000년대에 이르러 수백 개의 성인 영화 제작사가 있었고, 수만 편의 작품을 최소한의 세트로 비디오로 직접 녹화하여 출시했다. 웹캠과 웹캠 녹화물로 인해 시장은 더욱 확장되었는데, 수천 명의 포르노 배우가 카메라 앞에서 포르노 소비자들의 요구를 충족시키기 위해 일하고 있다.

### 2000년대부터 현재: 경쟁과 위축
2000년대에 이르러 포르노 산업의 운명은 바뀌었다. 안정적으로 수익을 내던 DVD 판매가 스트리밍 인터넷 전달로 대체되면서, 불법 복제물, 아마추어 및 저비용 전문 콘텐츠가 인터넷에서 경쟁하면서 산업 수익성이 크게 감소하여 규모가 축소되었다. 동시에 이는 Pornhub, XVideos, xHamster와 같은 동영상 공유 플랫폼의 등장을 촉발했다.

## 포르노 영화 산업

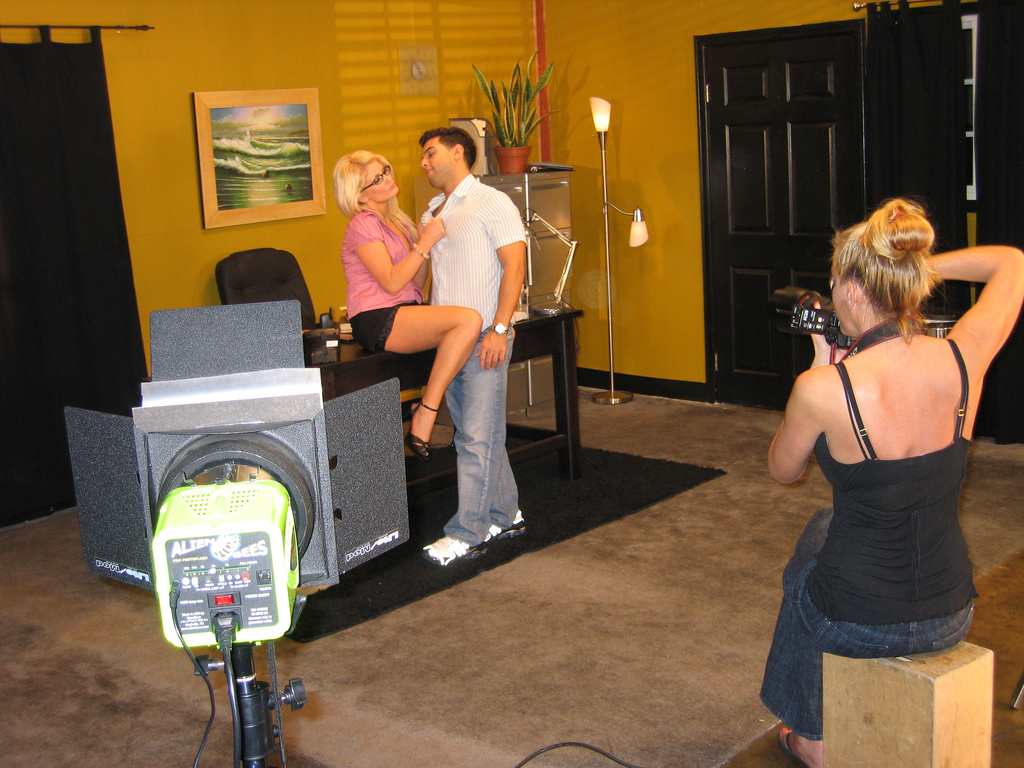
2007년 12월, 나티 아메리카 영화 세트에서 배우 마이키 버터스를 유혹하는 배우 캘리 체이스

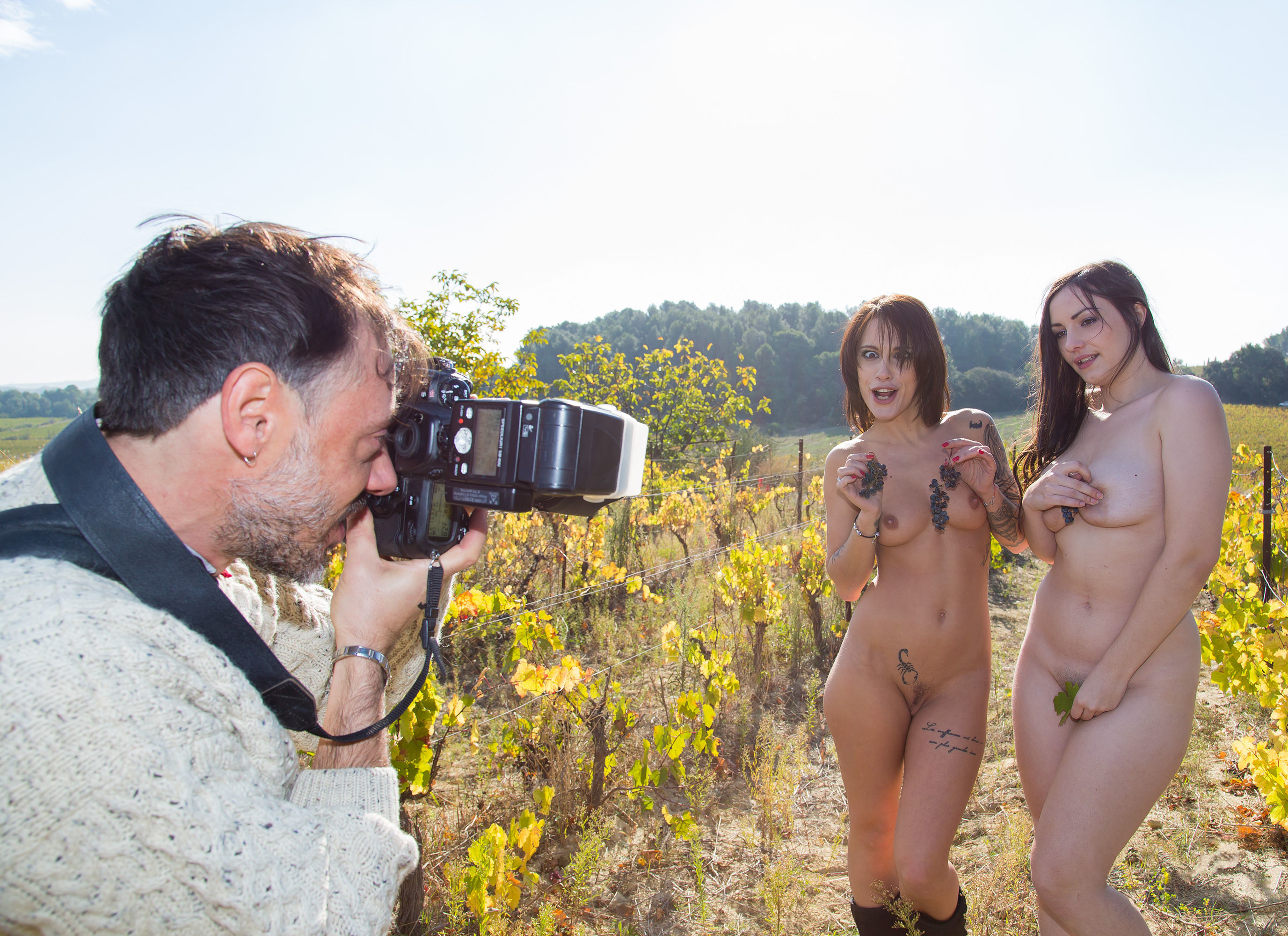
2015년 영화 "에퀴녹스" 세트에서 포르노 배우 프란체스코 말콤이 포르노 배우 니키타 벨루치와 앨리스 르로이를 촬영하는 모습

### 경제
전 세계적으로 포르노그래피는 거의 1,000억 달러에 달하는 수익을 올리는 대규모 사업으로, 다양한 미디어 제작과 관련 성인용품 및 서비스를 포함한다. 이 성 산업은 수천 명의 포르노 배우와 지원 및 제작 직원을 고용하고 있다. 또한 전문 과 동업 조합뿐만 아니라 주류 언론, 사설 조직 (감시 단체), 정부 기관 및 정치 조직의 주목을 받는다. 2005년 로이터 기사에 따르면, "수십억 달러 규모의 산업은 매년 약 11,000개의 DVD 타이틀을 출시한다." 포르노 영화는 DVD로 판매 또는 대여되거나, 인터넷 및 특별 채널과 케이블 및 위성 TV의 페이퍼뷰를 통해 상영되거나, 성인 극장에서 상영될 수 있다. 그러나 2012년에는 불법 복제 콘텐츠 및 인터넷의 다른 저비용 경쟁의 광범위한 가용성으로 인해 포르노 영화 산업이 위축되고 수익성이 감소했다.
세계 포르노 영화 산업은 미국이 지배하고 있으며, 로스앤젤레스의 샌퍼낸도밸리 지역이 이 산업의 중심이다.
1975년, 미국 내 모든 하드코어 포르노그래피의 총 소매 가치는 500만~1000만 달러로 추정되었다. 1979년 연방 형법 개정안은 "로스앤젤레스에서만 포르노 사업이 연간 1억 달러의 총 소매량을 올리고 있다"고 명시했다. 1986년 검찰총장 포르노그래피 위원회에 따르면, 미국 성인 엔터테인먼트 산업은 지난 30년간 지속적으로 변화하고 새로운 시장을 공략하여 크게 성장했지만, 그 제작은 저명하지 않고 은밀한 것으로 간주된다.
틀:2013년 현재 이 나라 성인 엔터테인먼트의 총 현재 수입은 종종 100억~130억 달러로 추정되며, 이 중 40억~60억 달러가 합법적이다. 이 수치는 종종 포레스터 리서치의 연구에서 인용되었으며 1998년에 하향 조정되었다. 2007년 옵저버 (신문)도 130억 달러라는 수치를 제시했다. 포브스가 인용한 다른 출처 (아담스 미디어 리서치, 베로니스 슈울러 커뮤니케이션즈 산업 보고서, IVD)는 모든 가능한 수단 (비디오 네트워크 및 케이블 및 위성 TV의 페이퍼뷰 영화, 웹사이트, 호텔 객실 영화, 폰섹스, 성인용품, 잡지)을 고려하더라도 26억~39억 달러라는 수치를 언급한다 (휴대폰 구성 요소 제외). USA 투데이는 2003년에 대니의 하드 드라이브와 사이버에로티카닷컴과 같은 웹사이트가 그 해에 20억 달러의 수익을 창출했으며, 이는 당시 전체 국내 포르노 시장의 약 10%에 해당한다고 주장했다. 성인 영화 수입 (판매 및 대여)은 한때 AVN (잡지)에서 43억 달러로 추정했지만, 이 수치는 불분명하다. 2001년 포브스 데이터에 따르면 연간 수입 분배는 다음과 같다:
| 성인 비디오 | 5억 달러에서 18억 달러 |
| 인터넷      | 10억 달러              |
| 잡지        | 10억 달러              |
| 페이퍼뷰    | 1억 2,800만 달러       |
| 모바일      | 3,000만 달러           |

서던캘리포니아 대학교의 USC 애니버그 커뮤니케이션 스쿨에서 발행하는 온라인 저널리즘 리뷰는 포브스 수치를 지지하는 분석을 제시했다. 호텔에서 배포되는 성인 영화의 재정적 규모는 추정하기 어렵다. 호텔은 통계를 자체적으로 보관하거나 전혀 보관하지 않기 때문이다.
세계 최대 성인 영화 스튜디오인 비비드 엔터테인먼트는 연간 약 1억 달러의 수익을 올리며, 매년 60편의 영화를 배급하고 비디오 대여점, 호텔 객실, 케이블 시스템, 인터넷을 통해 판매한다. 스페인 기반의 스튜디오 프라이빗 미디어 그룹은 2011년 11월까지 나스닥에 상장되어 있었다. 비디오 대여는 1985년 약 8천만 건에서 1993년에는 5억 건으로 급증했다. 주요 기업의 일부 자회사는 뉴스 코퍼레이션 (1980–2013)의 다이렉TV와 같은 가장 큰 포르노 판매자이다. 미국 최대 케이블 회사인 컴캐스트는 한때 성인 프로그램으로 5천만 달러의 수익을 올렸다. 플레이보이와 허슬러 (잡지)와 같은 회사의 수익은 이에 비해 적었다.

### 제작

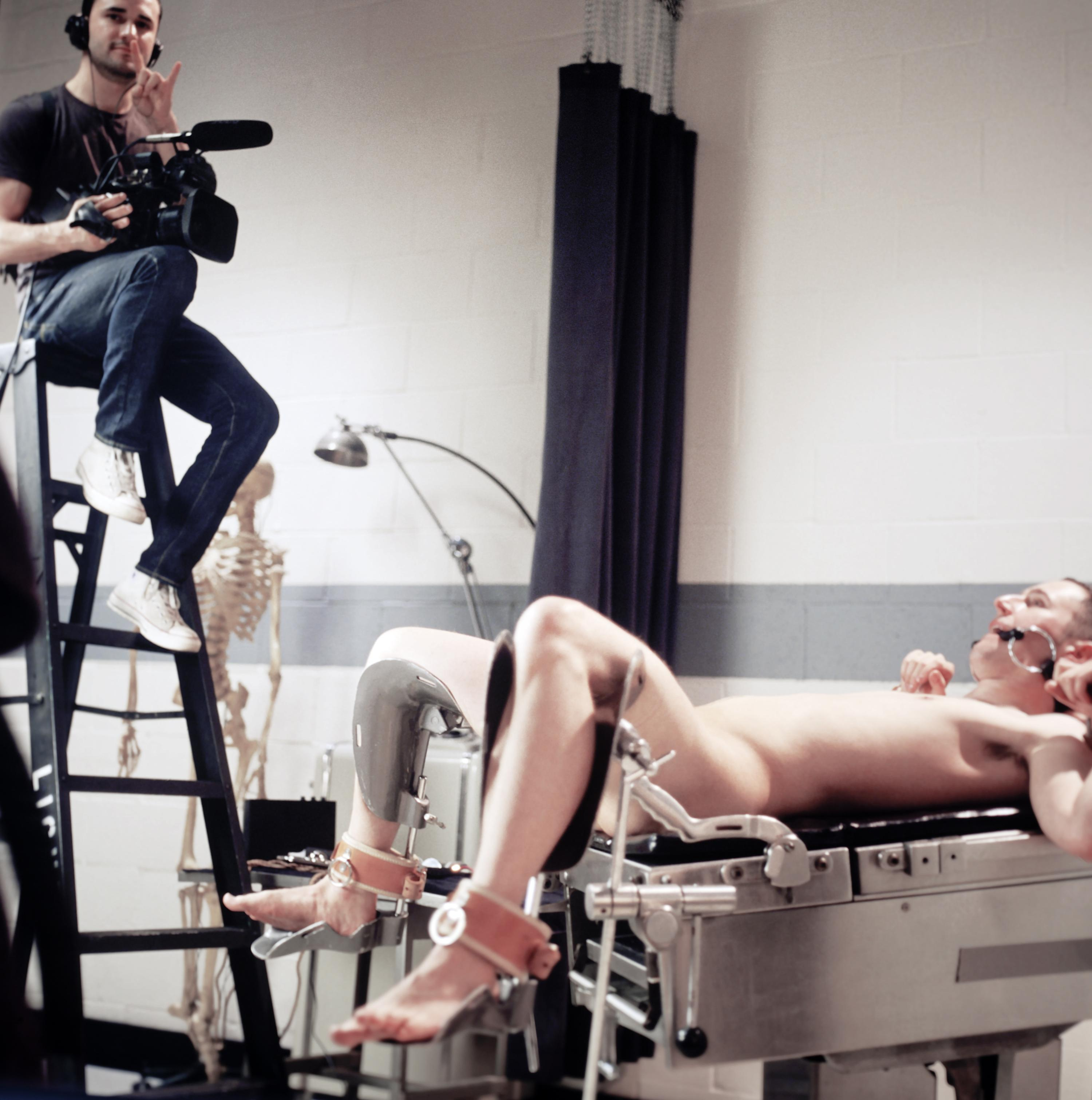
의료 페티시즘 장면 촬영장

포르노 영화는 대상 관객을 위해 제작 및 감독되며, 이들은 영화를 구매하고 시청한다. 전통적으로 포르노 영화의 관객은 이성애자 남성이었으며, 남성 배우는 일반적으로 시청자의 대리인 역할을 했다. 일반적인 포르노 영화는 여성 연기자에 초점을 맞추며, 그녀의 남성 파트너는 전통적으로 뚜렷한 특징이 없었다. 그러나 시간이 지남에 따라 여성 관객이 증가했으며, 최근에는 남성 연기자의 성적 대상화를 증가시키려는 노력도 있었다. 이러한 노력에는 매력적인 얼굴 특징과 잘 발달된 몸을 가진 남성이 포르노 영화에서 지배적이 되는 것과 페미니스트 포르노그래피의 등장이 포함된다. 시간이 지남에 따라 게이 관객도 형성되었고, 영화의 시나리오는 그에 맞춰 조정된다.
포르노 영화는 성적 환상을 제시하려고 하며, 특정 역할에 캐스팅되는 배우는 주로 그 환상을 창조할 수 있는 능력에 따라 선택된다. 배우의 신체적 특징과 영화의 성적 분위기를 조성하는 능력이 특정 역할에 캐스팅되는 주요 요인이다. 대부분의 배우는 특정 장르를 전문으로 한다.
이성애자 남성 관객을 대상으로 하는 일반적인 영화에서는 주로 여성 배우의 성적으로 매력적인 외모에 초점을 맞추는 반면, 이성애자 포르노의 대부분의 남성 연기자는 외모보다는 성적 능력 때문에 선택된다. 그들은 남성 시청자들의 대리 환상을 충족시킬 수 있는 것으로 제시된다.

### 법적 지위
미국에서는 미국 연방 대법원이 1969년에 음란물의 단순 개인 소지를 범죄로 규정하는 주법은 무효라고 판결했다. 1970년대 미국에서는 포르노 산업을 폐쇄하기 위한 추가적인 시도가 있었는데, 이번에는 산업 관계자들을 성매매 혐의로 기소하는 방식이었다. 기소는 캘리포니아 법원의 피플 대 프리먼 사건에서 시작되었다. 캘리포니아 대법원은 프리먼에게 무죄를 선고하고 돈을 받고 성관계를 맺는 사람(성매매)과 연기 공연의 일환으로 성관계를 화면에서 묘사하는 역할을 하는 사람을 구별했다. 주는 미국 연방 대법원에 항소하지 않아 이 결정은 오늘날 대부분의 포르노 영화가 제작되는 캘리포니아에서 구속력이 있다.
현재 미국 내 다른 주에서는 상업 포르노 연기자와 성매매 여성을 구별하는 법적 구분을 시행하거나 수용하지 않았다. 플로리다 주에서 성인 영화 제작자 클린턴 레이몬드 맥코웬 (일명 "레이 건")이 "매춘 알선 및 가담" 혐의로 기소된 사례가 있다. 이는 "맥코웬과 그의 동료들이 최대 100명의 지역 남녀를 그룹 섹스 장면에 참여시키도록 모집했다"는 진술서에 따른 것이었다. 캘리포니아 주가 프리먼 판결에서 내린 법적 구분은 대부분의 주에서 매춘법에 의해 보통 부인되며, 이 법은 연기자를 해당 조항에서 명시적으로 제외하지 않는다.
어떤 경우에는 일부 주에서 캘리포니아의 프리먼 판결이 자국 경계 내에서 성적 행위에 대해 대가를 받는 배우에게 적용되는 것을 막기 위해 지역 주법을 비준했다. 예를 들어 텍사스 주의 매춘법은 다음과 같이 명시되어 있다.
(a)(1)항에 따른 범죄는 행위자가 수수료를 받거나 지불하는지와 관계없이 성립한다. (a)(2)항에 따른 범죄는 행위자가 타인을 고용하도록 유인하거나 유인된 타인을 고용하도록 제안하는지와 관계없이 성립한다.
미국에서 연방법은 음란물을 우편, 방송 전파, 케이블 또는 위성 TV, 인터넷, 전화를 통해 또는 주 경계를 넘는 다른 수단을 통해 판매, 배포 또는 유포하는 것을 금지한다. 대부분의 주 또한 주 경계 내에서 음란 포르노그래피의 판매 또는 배포를 금지하는 특정 법률을 가지고 있다. 미국 연방 대법원이 인정한 음란물에 대한 유일한 보호는 가정 내 개인 소지이다 (스탠리 대 조지아).
미국 연방 대법원은 밀러 대 캘리포니아 주 사건에서 음란성은 보호받는 언론이 아니라고 확정했다. 또한 법원은 각 공동체가 무엇이 음란물로 간주되는지에 대한 자체 기준을 설정할 책임이 있다고 판결했다. 포르노 자료가 기소되어 재판에 회부될 경우, 배심원은 다음과 같은 기준에 따라 음란하다고 판단할 수 있다.
1. "평균적인 사람이 현대 공동체 기준을 적용했을 때" 그 작품이 전체적으로 음란한 관심에 호소하는지 여부
2. 그 작품이 적용 가능한 주법에 의해 구체적으로 정의된 성적 행위를 노골적으로 불쾌한 방식으로 묘사하거나 설명하는지 여부
3. 그 작품이 전체적으로 진지한 문학적, 예술적, 정치적 또는 과학적 가치를 결여하고 있는지 여부

많은 국가에서 포르노그래피는 배포 및 생산이 합법이지만, 일부 제한이 있다. 포르노그래피는 일부 국가, 특히 이슬람 세계와 중화인민공화국에서는 금지되어 있지만, 이들 국가 중 일부에서는 인터넷을 통해 접근할 수 있다.

### 건강 문제
포르노 영화의 성행위는 전통적으로 콘돔 없이 이루어져 왔으며, 이로 인해 배우들 사이에서 성병 감염 위험이 수반되었다. 1986년에는 인간면역결핍 바이러스 감염이 발생하여 여러 남녀 배우들이 후천면역결핍증후군으로 사망했다. 이로 인해 1998년에 성인 산업 의료 재단 (AIM)이 설립되었는데, 이 재단은 미국 포르노 영화 산업에 모니터링 시스템을 구축하는 데 도움을 주었으며, 포르노 배우들이 30일마다 HIV 검사를 받도록 의무화했다. 틀:2013년 현재 미국 포르노 산업에서 배우들의 HIV 감염은 드물었으며, 이후 30년 동안 몇 차례의 발병만이 기록되었다. AIM은 2011년 5월에 문을 닫고 파산 신청을 했는데, 이는 고객의 이름과 성병 검사 결과와 같은 기밀 정보가 의도치 않게 유출되어 발생한 소송의 결과였다.

## 같이 보기
- 포르노그래피
- 어덜트 비디오
- 포르노 잡지